# Saunders-Becken
Koordinaten: 76° 50′ S, 155° 0′ W
Das Saunders-Becken ist ein Seebecken im antarktischen Rossmeer. Es liegt unmittelbar vor der Saunders-Küste.
Die vom Advisory Committee on Undersea Features (ACUF) im Juni 1988 anerkannten Benennung erfolgte in Anlehnung an die Benennung der gleichnamigen Küste. Deren Namensgeber ist der US-amerikanische Kartograph Harold Eugene Saunders (1890–1961). Das Objekt ist im Composite Gazetteer of Antarctica unter dem Namen Saunders Bank als submarine Bank gelistet.